# Aega falcata
Aega falcata är en kräftdjursart som beskrevs av Brian Frederick Kensley och Chan 200. Aega falcata ingår i släktet Aega och familjen Aegidae. Inga underarter finns listade i Catalogue of Life.